# Тейн, Нилар
Нилар Тейн (бирм. နီလာသိန်း, род. 4 марта 1972, Рангун) — бирманская демократическая активистка и политическая заключенная, с 2008 по 2012 годы отбывавшая срок в тюрьме Тайет в бирманском регионе Магуэ. Amnesty International считала её узницей совести.

## Восстание 8888 и последующие аресты
Нилар Тейн из Янгона, Бирма. Она и её будущий муж, 	Чжо Мин Йу (более известный как «Ко Джимми»), участвовали в продемократическом восстании 8888 в 1988 году, выступая против продолжающегося правления военной диктатуры Государственного совета по восстановлению правопорядка. В 1990 году её посадили на два месяца за участие в акциях протеста. В декабре 1996 года была арестована за организацию акций протеста и приговорена к десяти годам заключения, которые отбывала в тюрьме Таявадди. Она сообщила, что подвергалась жестокому обращению и сексуальным домогательствам со стороны тюремного персонала во время срока, сообщив, что «при начальнике тюрьмы У Вин Мьинт заключённые, осужденные за изнасилование, содержались рядом с женским корпусом … Тюремный персонал и эти заключенные подходили и подглядывали за нами, пока мы принимали ванну». Она была освобождена в 2003 году. В 2005 году она вышла замуж за Чжо Мин Йу. Примерно в то же время она присоединилась к незадолго до этого сформированной группе студентов поколения 88.

## Роль в протестах 2007 года
В августе 2007 года в ответ на рост цен на топливо и товары в Янгоне вспыхнули антиправительственные протесты (известные в народе как «Шафрановая революция» из-за заметного участия буддийских монахов). В рамках протестов Нилар Тейн организовала марш с участием около 500 человек в знак протеста против политики правительства. Когда полиция начала искать организаторов протеста, Нилар Тейн скрылась. Её муж уже был арестован в ночь на 21 августа, его отправили в тюрьму Инсейн.
В мае Нилар Тейн родила девочку, Пью Най Чжо Мин Йу, и когда прятаться с младенцем стало слишком сложно, она оставила ребёнка со свекровью. Затем она избегала ареста чуть более года, часто меняя местонахождение и номера мобильных телефонов, чтобы избежать обнаружения; она сказала репортеру, что в какой-то момент в этот период она избежала ареста в такси-рикше. В марте 2008 года организация People in Need наградила Нилар Тейн вместе с политическими заключенными Су Су Нвай и Пху Пху Тхин премией Homo Homini Award. 19 июня 2008 года Нилар Тейн опубликовала передовицу в англоязычной тайской газете The Nation, протестуя против обращения бирманского правительства с женщинами и детьми. В нём она спрашивала: «Когда само правительство является нарушителем прав человека и виновником изнасилований и других форм гендерного насилия, кто защитит жертв? Кто завершит их трагедию? Кто обеспечит радостное воссоединение матерей с детьми?».

## Арест, суд и заключение
10 сентября 2008 года Нилар Тейн была арестована по дороге в Янгон, куда ехала, чтобы навестить мать другого политического заключенного, Ант Бве Кьяу. 11 ноября она и её муж были осуждены вместе с другими членами группы «Студенты поколения 88», Хтаем Киве, Мие Ми и десятью другими активистами, по четырём пунктам обвинения в «незаконном использовании электронных средств массовой информации» и одному пункту обвинения в «создании незаконной организации». Все четырнадцать отбывали 65тилетние сроки в тюрьме Тайет.
В январе 2009 года её семья получила из вторых рук информацию о том, что у Нилар развилась пептическая язва. В декабре 2010 года семья Нилар Тейн сообщила, что тюремные власти запретили им видеться с ней, даже привезти с собой её ребёнка. Нилар Тейн ответила на ограничения голодовкой.

## Освобождение
Нилар Тейн и Ко Джимми были освобождены 13 января 2012 года в результате массового президентского помилования политических заключенных. Выступая за пределами тюрьмы в день своего освобождения, она сказала The Irrawaddy, что «я счастлива, и я буду очень рада увидеть свою семью. Мы будем участвовать в демократических реформах с Тётушкой» [Аунг Сан Су Чжи].

## Геноцид рохинджа
В сентябре 2017 года, в разгар геноцида рохинджа (жестокого преследования преимущественно мусульманского меньшинства Мьянмы, рохинджа), Нилар Тейн была сфотографирована в сопровождении группы солдат Татмадау. Она помогала им в поездке в области конфликта. Впоследствии она была среди группы из 88 активистов движения «Поколение мира и открытого общества», выступивших на пресс-конференции 13 сентября 2017 года с письменным заявлением, опровергающим версию событий, представленную в известных международных СМИ, в котором они, по сути, поддержали гражданское правительство Мьянмы в жестком обращении с общиной рохинджа.